# Estació de Lewisham
Lewisham és una estació de ferrocarril de National Rail i Docklands Light Railway a Lewisham, al sud-est de Londres. L'estació de DLR va obrir l'any 1999.
| Anterior estació                                        |                                      | DLR                                         |  | Següent estació |
| ------------------------------------------------------- | ------------------------------------ | ------------------------------------------- |  | --------------- |
| Elverson Road direcció Bank, Tower Gateway or Stratford |                                      | Docklands Light Railway                     |  | Terminal        |
| National Rail                                           |                                      |                                             |  |                 |
| Nunhead                                                 |                                      | Southeastern Nunhead to Lewisham link       |  | Blackheath      |
| St Johns                                                |                                      | Southeastern North Kent & Bexleyheath lines |  | Blackheath      |
| St Johns                                                |                                      | Southeastern Hayes Line                     |  | Ladywell        |
| London Bridge                                           |                                      | Southeastern Dartford Loop Line             |  | Hither Green    |
| London Bridge                                           | Southeastern South Eastern Main Line |                                             |  | Hither Green    |